# Animal-machine
L'animal-machine est une thèse de la  métaphysique selon laquelle le comportement des animaux est semblable aux mécanismes des machines. Comme les machines, les animaux seraient des assemblages de pièces et rouages, dénués de conscience ou de pensée. 
Cette conception mécaniste pour comprendre le corps vivant naît chez René Descartes au XVIIe siècle, et s'intègre dans une vision mécaniste du réel. 
Descartes reconnait néanmoins des différences entre machine et animal : l'animal est vivant et il a des sentiments. 
Ses implications éthiques et religieuses en font une théorie controversée. Dès sa publication, elle est combattue par des penseurs comme Pierre Gassendi et plus tard par des empiristes comme Étienne Bonnot de Condillac dans son Traité des animaux. Elle est toutefois largement influente dans d'autres courants. Au XVIIIe siècle, La Mettrie en propose une version radicalisée, où l'homme lui-même est assimilé à la machine (L'Homme Machine).

## Naissance de l'hypothèse

### Contexte historique
Il est important de savoir que la naissance de cette hypothèse a lieu au moment où de nombreuses poupées articulées voient le jour, et où ces automates émerveillent et fascinent le monde entier. C'est à cette période que l'on s'est rendu compte que l'homme était capable de concevoir de toutes pièces un objet ressemblant au vivant, mais qui ne l'était pourtant pas.

### Hypothèse d'origine
L'expression « animal-machine » est inspirée des textes de Descartes, où le philosophe compare les animaux aux machines. Sa thèse s'expose notamment dans la Lettre au Marquis de Newcastle du 23 novembre 1646, dans la cinquième partie du Discours de la méthode ou encore dans la Lettre à Morus du 5 février 1649. 
Selon lui, les animaux obéissent à leurs instincts et donc au principe de causalité : en effet, tel stimulus extérieur (par exemple l'odeur d'un prédateur) entraîne chez l'animal telle réponse comportementale prévisible (ici, la fuite). Descartes affirme donc que l'on pourra un jour créer une machine similaire à n'importe quel animal du point de vue du comportement. Cependant il précise qu'il restera toujours une différence au niveau de la vie et du sentiment. Les machines ne peuvent ni se reproduire ni souffrir. Il précise bien dans Lettre à Morus du 5 février 1649 : " je n’ôte la vie à aucun animal, ne la faisant consister que dans la seule chaleur de cœur. Je ne leur refuse pas même le sentiment autant qu’il dépend des organes du corps."

### Extension à l'homme
La Mettrie prolonge la conception cartésienne des animaux-machines par l'affirmation d'un « homme-machine » (1748). Néanmoins, une telle extension du modèle mécanique de compréhension, tel qu'effectuée par La Mettrie, constitue un geste profondément anti-cartésianiste : par là, il conteste le dualisme cartésien de la substance étendue et de la substance pensante. De même, le concept d'intelligence artificielle élargit le mécanisme cartésien à la pensée. C'est Alan Turing qui a approfondi cette idée de test permettant de savoir si un automate pouvait imiter l'intelligence de l'homme. L'un des critères de Descartes  était l'impossibilité pour un automate de simuler nos pensées par la parole. Le test de Turing est une proposition de test d’intelligence artificielle fondée sur la faculté d'une machine à imiter la conversation humaine.

## Études récentes en biologie
Les études récentes en biologie portant sur les capacités logiques des animaux ont montré, a contrario des idées de Descartes, que ceux-ci ont le sens de la causalité. Ainsi, les chimpanzés savent raisonner de façon inférentielle par exclusion, connaissent les règles élémentaires de la physique (idée du poids sur une balance...). Alors que les philosophes et psychologues influencés par Descartes considéraient que les animaux peuvent facilement être conditionnés par l'intermédiaire d'un stimulus arbitraire (chien de Pavlov), les expériences chez les grands singes montrent qu'ils préfèrent une approche causale. Il semble que le fonctionnement des cellules qui constituent un être vivant soit probabiliste, ce qui contredit fortement le déterminisme de l'animal-machine.

## Conséquences de cette approche des points de vue religieux et éthique

### Du point de vue religieux
D'un point de vue religieux, l'application du mécanisme à la vie revient à nier l'âme des bêtes qui périssent donc entièrement au moment de leur mort. Poussée à l'extrême, notamment par Nicolas Malebranche, cette conception implique que leurs cris et gémissements ne peuvent être que le reflet de dysfonctionnements dans les « rouages » plutôt que l'expression d'une souffrance.

### Du point de vue éthique
Sur le plan éthique, l'assimilation des animaux à des machines a conduit à des abus, vigoureusement critiqués par des courants philosophiques modernes, qui se réclament de Voltaire, d'Arthur Schopenhauer, de Jeremy Bentham, d'Albert Schweitzer ou, plus récemment, de Peter Singer. Sans mettre en cause fondamentalement les bases matérielles du fonctionnement des organismes vivants, ces courants insistent sur le caractère d'« êtres sensibles » des animaux, fortement étayé par les résultats mêmes de la biologie et de la physiologie sensorielle. Les animaux doivent donc être considérés comme différents de la chose inerte, et susceptibles d'un traitement moral privilégié, voire de droits.

## Évolution du statut juridique des animaux

### En France
Le droit français qualifie traditionnellement les animaux de biens meubles, parfois de biens immeubles. Un amendement voté dans le cadre de la loi relative à la « modernisation et à la simplification du droit et des procédures dans les domaines de la justice et des affaires intérieures » a toutefois modifié la rédaction du Code civil en reconnaissant aux animaux la qualité « d'êtres vivants doués de sensibilité ». Néanmoins, les animaux demeurent en principe soumis au régime des biens meubles.